# پهنه‌بندی

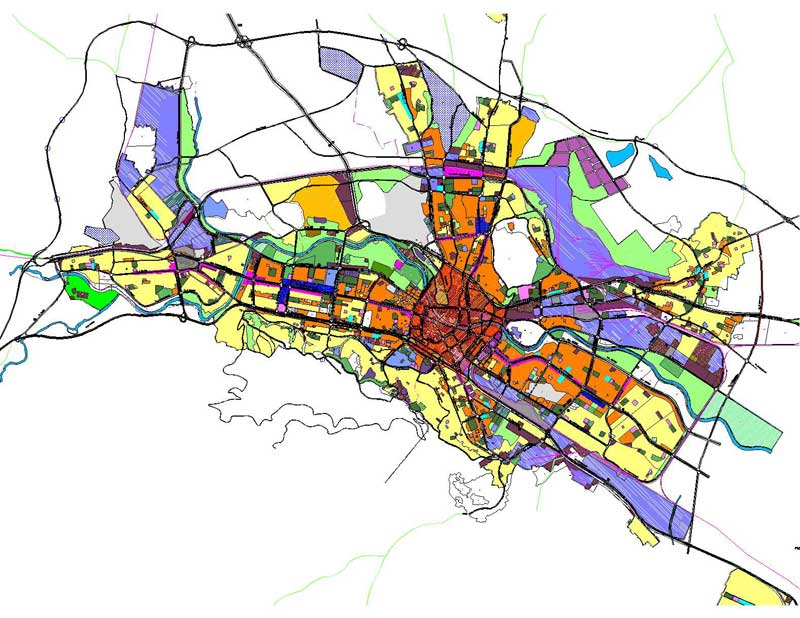
طرح منطقه‌بندی فضای عمومی شهر اسکوپیه، مناطق مختلف با رنگ‌های متفاوت نشان داده می‌شود.

پهنه‌بندی یا منطقه‌بندی (به انگلیسی: Zoning) به آمایش سرزمین یا برنامه استفاده از زمین گفته می‌شود که در بیشتر کشورهای پیشرفته مورد استفاده قرار گرفته‌است و توسط شوراهای محلی اعمال می‌گردد. پهنه‌بندی می‌تواند بر اساس نحوه استفاده از زمین (تنظیم اینکه ممکن است زمین در چه مواردی مورد استفاده باشد.)طراحی گردد. به عنوان مثال ارتفاع ساختمان‌ها، نحوه پوشش، ویژگی‌های مشابه یا ترکیبی از این موارد می‌تواند اساس این پهنه‌بندی باشد. برخی از مثال‌های آشنای پهنه‌بندی در ایران، پهنه تجاری، شهرک صنعتی، مناطق ساختمان‌های بلند می‌باشند. مشابه برنامه‌ریزی شهری، پهنه‌بندی دارای روش‌های دیکته شده برای استفاده از مناطق مختلف بر اساس اهدافی خاص در بسیاری از شهرها می‌باشد.